# فاندرلي (لاعب كرة قدم)
فاندرلي (بالبرتغالية: Vanderlei José Alves‏) هو لاعب كرة قدم برازيلي في مركز الهجوم، ولد في 29 أكتوبر 1978 في Lauro Müller, Santa Catarina ‏ في البرازيل. لعب مع أتلتيكو مينيرو وأونياو ليريا ونادي برازيليا ونادي غاما ونادي فيغورينسي ونادي فيلا نوفا.

## وصلات خارجية
- فاندرلي (لاعب كرة قدم) على موقع قاعدة بيانات كرة القدم.إي يو (الإنجليزية)